# Michael Lühmann
Michael Lühmann (* 27. Februar 1980 in Leipzig) ist ein deutscher Politiker (Bündnis 90/Die Grünen). Seit 2022 ist er Abgeordneter des Niedersächsischen Landtags.

## Leben
Lühmann legte das Abitur an der Neuen Nikolaischule in seiner Geburtsstadt Leipzig ab. Von 2001 bis 2009 studierte er Mittlere und Neuere Geschichte sowie Politikwissenschaft an der Universität Leipzig und an der Georg-August-Universität Göttingen. Er schloss das Studium mit dem Magister artium ab. Von 2010 bis zu seinem Einzug in den Landtag 2022 war er als wissenschaftlicher Mitarbeiter am Göttinger Institut für Demokratieforschung tätig. Darüber hinaus war er als freier Autor unter anderem für Die Zeit, The European, Cicero und den Freitag tätig. Von 2011 bis 2020 war er Mitglied der Redaktion von INDES – Zeitschrift für Politik und Gesellschaft.
Lühmann ist evangelisch, verheiratet und hat vier Kinder. Er lebt in Bovenden.

## Politik
Lühmann ist Mitglied von Bündnis 90/Die Grünen. Er kandidierte bei der Bürgermeisterwahl in Bovenden 2021, unterlag jedoch Amtsinhaber Thomas Brandes (SPD). Er ist Mitglied des Ortsrats und des Gemeinderats von Bovenden.
Bei der Landtagswahl in Niedersachsen 2022 kandidierte Lühmann im Wahlkreis Göttingen/Münden und auf Platz 24 der Landesliste der Grünen. Er zog über die Landesliste in den Niedersächsischen Landtag ein.

## Schriften (Auswahl)
- Der Osten im Westen – oder: Wie viel DDR steckt in Angela Merkel, Matthias Platzeck und Wolfgang Thierse? Versuch einer Kollektivbiographie. Ibidem-Verlag, Stuttgart 2010, ISBN 978-3-8382-0138-2.
- Meinungskampf von rechts. Über Ideologie, Programmatik und Netzwerke konservativer Christen, neurechter Medien und der AfD. Heinrich-Böll-Stiftung Sachsen, Dresden 2016, ISBN 978-3-946541-02-8.